# Podocarpus insularis
Podocarpus insularis — вид хвойных растений рода подокарп семейства подокарповые.

## Распространение и экология
Вид распространён в Папуа — Новой Гвинее (Новая Британия, острова Д’Антркасто, Острова Луизиада, Вудларк), Вануату и на Соломоновых Островах. Растёт в дождевых лесах примерно от уровня моря до высоты 1500 м. Распространён неравномерно, но в отдельных местах многочисленен. В лесах достигает значительных размеров, а на открытых горных хребтах остается низким чахлым деревом.

## Использование
Древесину этого вида используют для изготовления полов, лёгких конструкций, столярных изделий, в судостроении (особенно для вёсел).

## Угрозы и охрана
Происходящая вырубка больших деревьев опасна тем, что они до вырубки могут не достичь зрелости, так как созревают медленно. Вырубка лесов происходит неоднородно: на некоторых островах более быстро, а на других практически отсутствует. Растет ли этот вид в природоохранных территориях, неизвестно.